# 初音未来 歌姬计划 Mega39's
《初音未来 歌姬计划 Mega39's》是世嘉于2020年2月发售的的音乐节奏游戏。以Piapro Characters中包含初音未来的共6人为主角，是迄今为止整个《初音未來 -名伶計畫-》系列中首个登录任天堂Switch平台的作品，但并非初音未来系列IP相关的第一部登录任天堂游戏主机的作品。。

游戏内PV《39music》实机截图

和系列其它作品不同，本游戏采用了日式动画风格渲染的PV，以及追加了自由编辑T-Shirt的功能。初期收录歌曲数目有101首，大部分是前作已经收录过的知名曲目，主题曲是由Kz所作的《Catch The Wave》。
2022年5月27日，世嘉宣佈本作推出PC版，並以《初音未来 歌姬计划 Mega39's＋》名義於即日在Steam平台上架，同時是迄今为止整个《初音未來 -名伶計畫-》系列中首个登录PC平台的作品。

## 评价
在游戏发售的首周内达成了当周全机种平台软件销量第1名的成绩。
本游戏获得《Fami通》8/8/8/8，共32分，进入银殿堂。